# Кивирреоты
Кивирреоты (греч. θέμα Κιβυρραιωτῶν) — византийская фема, располагавшаяся на южном побережье Малой Азии с VIII по XII вв. Как первая и самая важная военно-морская фема империи (θέμα ναυτικόν, «thema nautikon»), служила главным образом для снабжения кораблей и войск византийского флота.

## История
Кибирреоты (греч . Κιβυρραιῶται , латинизированное : Kibyrrhaiōtai, «люди Кибирры») получили свое название от города Кибирра (неясно, является ли это Кибирра Великая в Карии или Малая Кибирра в Памфилии). В экспедиции против захваченного арабами Карфагена в 698 г. впервые в источниках упомянут «друнгарий кибирреотов» командовал людьми с Корикоса: командовавший флотом в итоге поднял восстание и стал императором Тиберием III. В то время Кивирреоты подчинялись большому военно-морскому корпусу карабасианоев.
После того, как карабисианои были расформированы либо в 719/720 гг. или 727 г.), Кивирреоты стали постоянной фемой, её стратиги впервые упомянуты в 731/732 годах. До 9-го века, когда фемы Эгейского моря и Самоса были подняты с уровня командования друнгариями, Кивирреоты стали единственной посвященной военно-морскому делу фемой империи.
Фема охватывала южное побережье Малой Азии от юга Милета (который принадлежал Фракийской феме) до границ арабских окраин в Киликии, включая старые римские провинции Кария, Ликия, Памфилия и части Исаврии, а также современный Додеканес. Географическое положение сделало фему «передовой» перед атаками мусульманских флотов Леванта и Египта, она сыграла важную роль в военно-морском противостоянии в ходе арабо-византийских войн. Известная своим плодородием земля страдала от частых и опустошительных арабских набегов, которые в значительной степени обезлюдели сельскую местность, за исключением укрепленных городов и военно-морских баз.
Местом пребывания стратегов, скорее всего, была Атталия. Стратиг получал годовое жалованье в 10 фунтов золота, а его общий ранг в имперской иерархии был относительно низким, но все же выше любого другого флотоводца: двадцать пятое в Тактиконе Успенского 842/843 г., опустившись до пятьдесят пятого в Эскориальском Тактиконе 971—975 гг. Фема делилась на друнгоев и турмаев и обладала полным набором административных должностей. Среди наиболее важных подчиненных стратигов были имперский ek prosopou в Силлионе, друнгарии Атталии и Коса и катепаны, командовавшие мардаитами фемы. Это были потомки нескольких тысяч человек, переселенных из района Ливана и поселенных там императором Юстинианом II в 680-х годах, чтобы обеспечить флот экипажами и морской пехотой. В начале IX в. флот Кивирреотов насчитывал 70 кораблей а в экспедицию 911 года против Критского эмирата они отправили 15 больших дромонов и 16 средних памфилов с 6 тыс. гребцами и 760 морскими пехотинцами.
Примерно в середине XI века, когда мусульманская морская угроза утихла, византийский провинциальный флот начал приходить в стремительный упадок: флот Кивирреотов в последний раз упоминается в отражении набега русов в 1043 г., и фема стала чисто гражданской провинцией, возглавляемой критесом, а затем дуксом. Большая часть его территории была захвачена турками-сельджуками после 1071 г., но власть империи была восстановлена при Алексее I Комнине. Фема была окончательно ликвидирована императором Мануилом I Комнином, а её территория в Карии была подчинена феме Меласа и Меланудион.